# Gebenstorf
Gebenstorf (schweizertyska: Gäbischtorf) är en ort och kommun i distriktet Baden i kantonen Aargau, Schweiz. Kommunen har 5 761 invånare (2023).